# Contea di Woodward
La contea di Woodward (in inglese Woodward County) è una contea dello Stato dell'Oklahoma, negli Stati Uniti. La popolazione al censimento del 2000 era di 18 486 abitanti. Il capoluogo di contea è Woodward.